# Klaus-Dieter Buschle
Klaus-Dieter Buschle (* 30. April 1950 in Schwäbisch Gmünd) ist ein ehemaliger deutscher Volleyballspieler.
Klaus-Dieter Buschle begann mit dem Volleyball beim heimatlichen DJK Schwäbisch Gmünd. In den 1970er Jahren spielte er beim Bundesligisten TSV 1860 München. 1972 nahm er mit der deutschen Nationalmannschaft an den Olympischen Spielen in München teil, belegte hier aber nur den vorletzten Platz. Er war – neben Manfred Ommer – einer von zwei (von insgesamt 440) der deutschen Sportler, die nach dem Attentat auf die israelische Mannschaft bei den Olympischen Spielen 1972 in München nicht mehr antraten.
Mit 1860 München wurde er 1973 und 1975 Deutscher Meister und DVV-Pokalsieger.